# Хэддок, Уильям
Уи́льям Фре́дерик Хэ́ддок (англ. William F. Haddock, 27 ноября 1877 — 30 июня 1969) — американский режиссёр эры немого кино.

## Краткая биография
Хэддок родился Портсмуте, Нью-Гэмпшир, и первый свой фильм снял в 1909 году. Он назывался «Ботинки, которые он не мог потерять» (англ. «The Boots He Couldn't Lose»). Среди его последующих работ выделяется фильм 1911 года — «Бессмертный Аламо» (англ. «The Immortal Alamo»), самая ранняя кинопостановка описывающая драматические события 1836 года, во время битвы за Аламо. На сегодняшний день не сохранилось ни одной копии этого кинокартины, и она считается утраченной, как и многие другие фильмы Хэддока. Большинство его лент раннего периода представляют собой короткометражки с безвестными актёрами и актрисами. Также он часто объединялся для совместной работы с актёром Ламаром Джонстоуном. Первый фильм данного тандема вышел в 1913 году и назывался «Червы и Крести» (англ. «Hearts and Crosses»), с Люсиль Янг в одной из ролей.
В 1913 году он женился на Розе Кох.
С 1909 по 1919 годы Хэддок снял двадцать четыре фильма.
Последней его работой стал сериал 1919 года «Дело Картера» (англ. «The Carter Case»), с Гербертом Роулинсоном, Маргаритой Марш и Этелью Грей Терри. С выходом этого фильма Хэддок оставил киноиндустрию. Немного известно о его личной жизни после этого момента.
Уильям Хэддок умер 30 июня 1969 года в Нью-Йорке.